# 五橋
五橋（いつつばし）は宮城県仙台市青葉区・若林区の町丁。郵便番号は青葉区側が980-0022、若林区側が984-0022。住民基本台帳に基づく人口は5,771人、世帯数は3,186世帯（2025年4月1日現在）。現行行政地名は五橋一丁目から五橋三丁目であり、全域で住居表示を実施している。旧仙台市五橋。
かつては五ツ橋とも書き、今でもそう書かれることがある。

## 地理

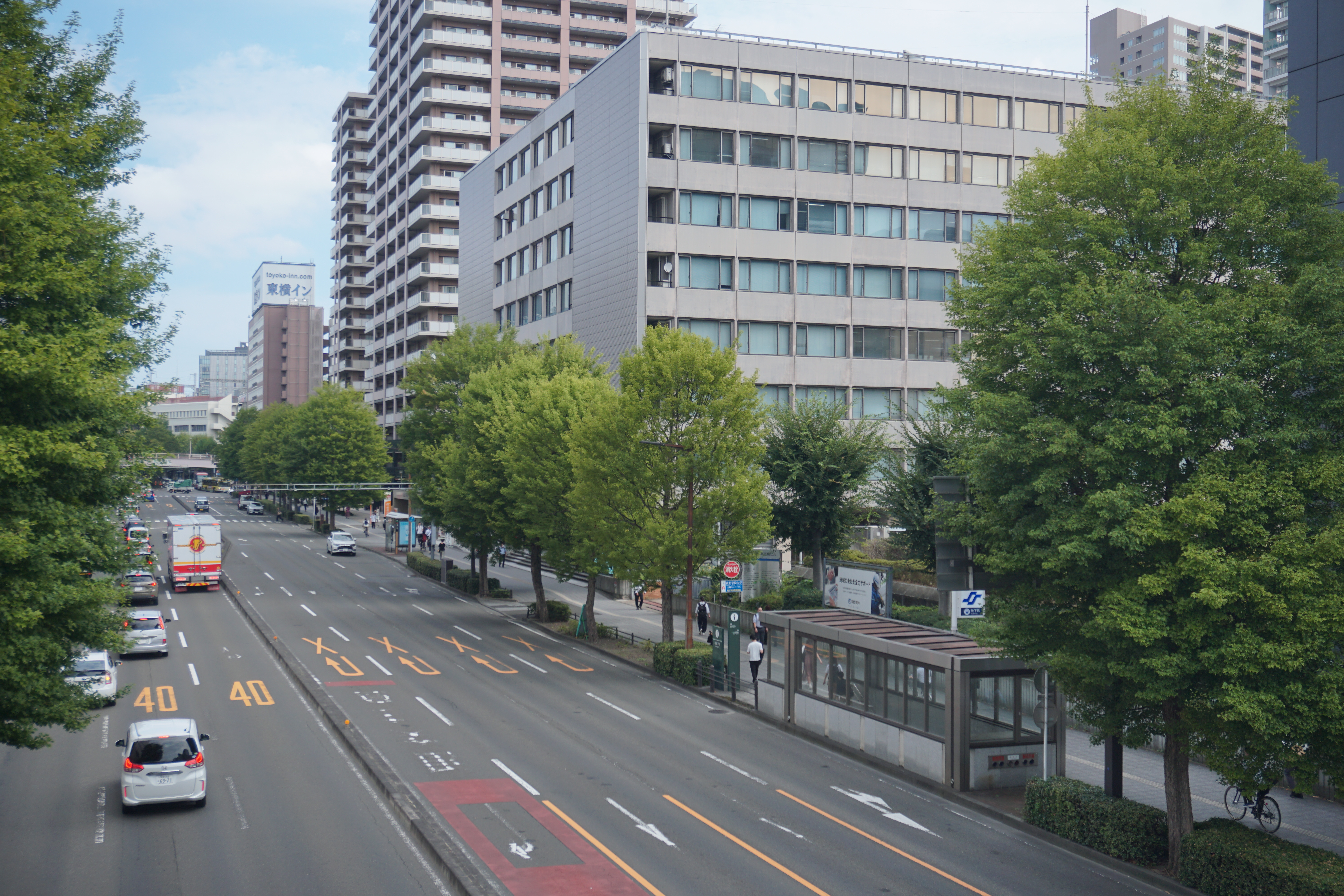
五橋駅付近の愛宕上杉通の様子。

五橋は仙台市都心部南側に位置し、仙台市地下鉄南北線の五橋駅を中心とする地域である。区政施行の際、愛宕上杉通を区境としたため、一丁目及び二丁目が青葉区、三丁目が若林区に分かれて属している。
五橋には複数の大学が立地している。日本国際学園大学（仙台キャンパス）、仙台青葉学院大学・仙台青葉学院短期大学（五橋キャンパス）である。東北学院大学の土樋キャンパスの一部が五橋にかかる。東北学院大学五橋キャンパスは五橋に隣接する清水小路に所在する。大学の他には仙台市立五橋中学校がある。
また、五橋には企業の本社や支社が集まっている。五橋に本社を置く企業としてアイリスオーヤマや河北新報社、支社を置く企業として東日本旅客鉄道（JR東日本東北本部）、NTT東日本、リコージャパン、日本製紙、九電工などがある。
その他、仙台市福祉プラザ、JR仙台病院、カメイ美術館、高層マンションであるパークハウス仙台五橋タワー、シティタワー仙台五橋、ミッドプレイス仙台、アップルタワーズ仙台などがある。

## 歴史

江戸時代の五つの橋

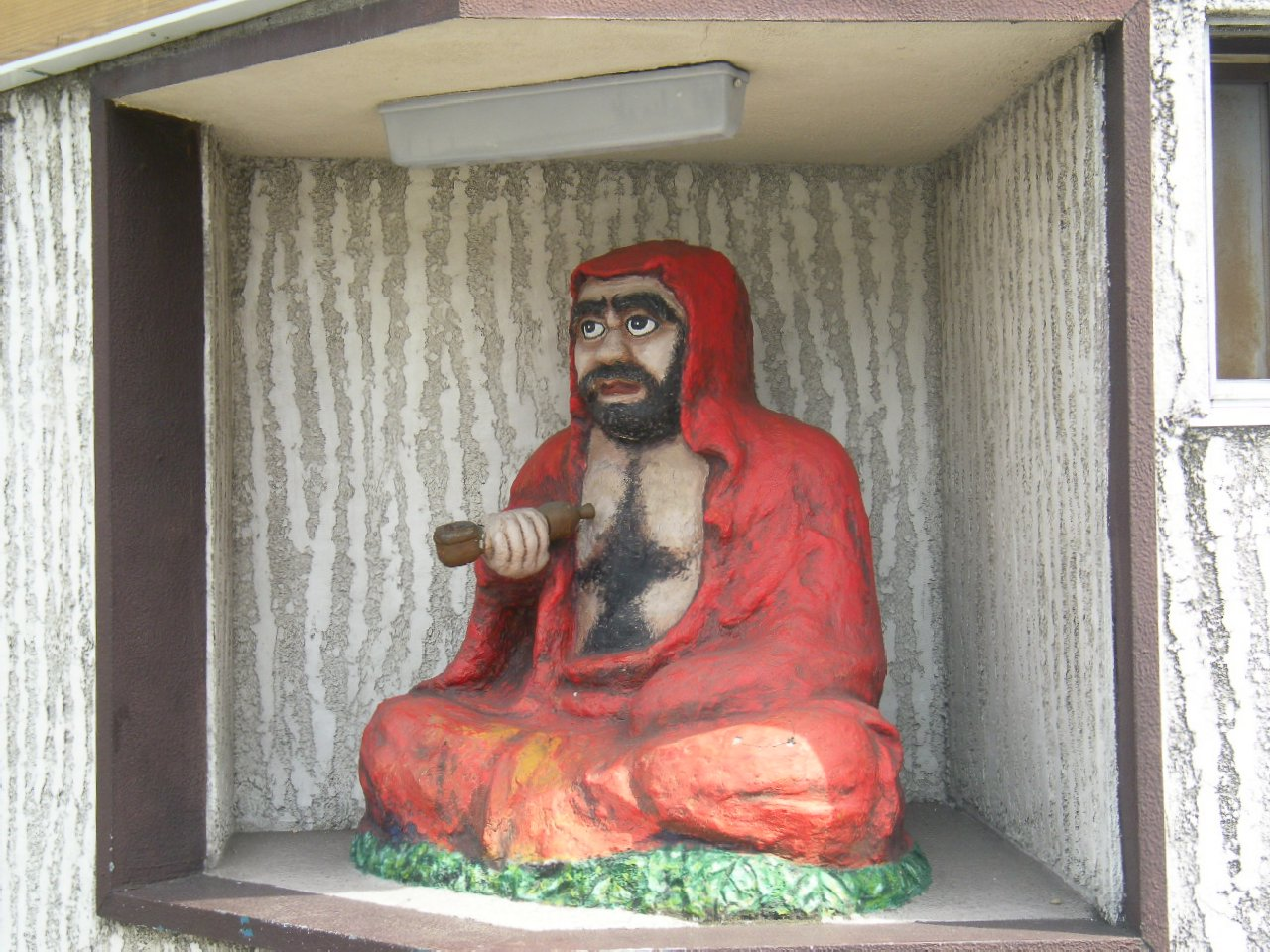
五橋小新堂のだるま像

江戸時代の仙台城の城下町の南東部を南北に走る通りに清水小路（現在の愛宕上杉通）があり、道の中央に開渠で幅1m位の水路が1本流れていた。これと交差する東西の道に、両脇に1本ずつ開渠の水路がある道があり、両者が交差する十字路では四隅と中央に計5つの小さな土橋または石橋が架けられた。1つの十字路に5つの橋があるため五橋（北緯38度15分9.6秒 東経140度52分52.3秒 / 北緯38.252667度 東経140.881194度）と呼ばれたが、5つの花弁を持つ梅の花になぞらえて「梅花橋」あるいは「梅がへの橋」とも呼ばれた。上述の東西の道は、清水小路より東側は「五橋」（東七番丁まで。その先は連坊小路）、清水小路より西側は五橋通（奥州街道まで）との町名が付けられた。
その交差点の南東角、菓子屋五橋小新堂の前に、昭和の初めごろに煙管を持った赤いだるま像（北緯38度15分9.2秒 東経140度52分53.1秒 / 北緯38.252556度 東経140.881417度）が置かれた。1945年（昭和20年）7月10日の仙台空襲では交差点の向かいまで焼け落ちたが、だるまは眼球のガラスが溶けたが延焼を免れ、現在も同じ位置に座っている。
五橋は1966年（昭和41年）2月1日の新住居表示施行により、この十字路周辺の地名となった。また、仙台市営地下鉄南北線・五橋駅（北緯38度15分6.7秒 東経140度52分51.6秒 / 北緯38.251861度 東経140.881000度）開業によって交差点名は「五橋駅前交差点」となった。また、仙台市の政令指定都市移行に伴って、「五橋」との地名の地区は青葉区と若林区に分けられることになった（隣接する土樋も同様）。
なお、現在、東二番丁通（国道4号）と五橋通との十字路が「五ツ橋交差点」（北緯38度15分10秒 東経140度52分45.9秒 / 北緯38.25278度 東経140.879417度）と呼ばれているが、「五橋」（梅花橋）があったのは「五橋駅前交差点」の方である。以前は、国道4号が「荒町交差点」方面から「五橋駅前交差点」に至ると西向きに曲がって五橋通に入り、「五ツ橋交差点」で北向きに東二番丁通に入るという経路であったが、赤十字病院と三島学園（東北生活文化大学高等学校の前身）が道の西と東で相対していた辺りから「五ツ橋交差点」まで道路が新設された。三島学園跡地には、現仙台第一生命タワービルにあった仙台市立病院が1980年（昭和55年）に移転してきた。それに呼応して赤十字病院は八木山に移転した（跡地は仙台市福祉プラザなど）。

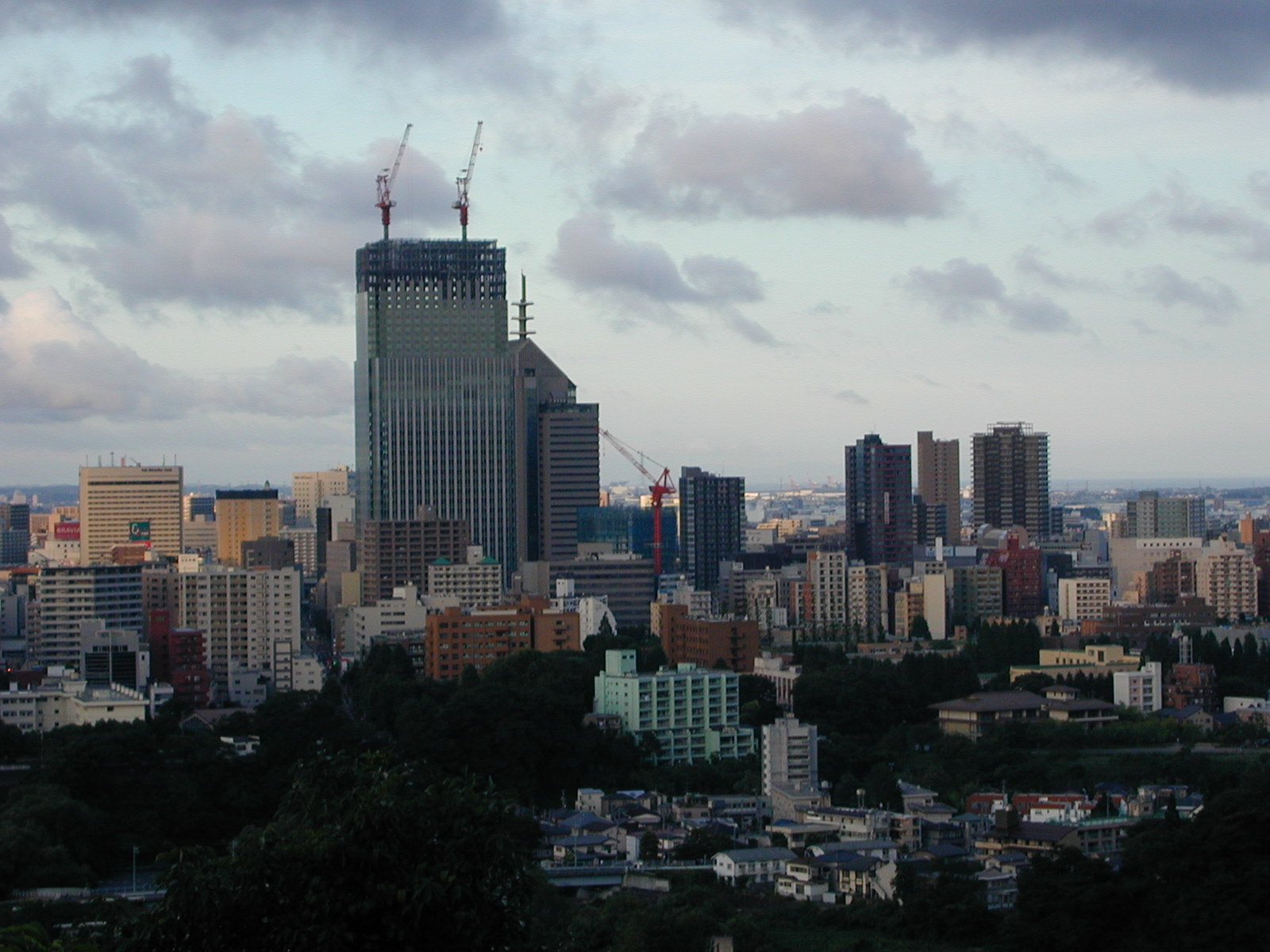
仙台城跡の天守台から撮影した五橋周辺の高層マンション（2009年7月）。写真中央に建設中の仙台トラストシティ「ザ・レジデンス一番町」。その右側（南東側）に「パークハウス仙台五橋タワー」、「シティタワー仙台五橋」、ミッドプレイス仙台「ミッドタワー」、アップルタワーズ仙台「ブローディアタワー」と続く。

近年、五橋地区はJT跡地に三井不動産がパークシティ仙台五橋を、アパグループがアパホテルやアパマンションを中心とする高層ビル群アップルタワーズ仙台を建設。住友不動産もシティタワー仙台五橋、三菱地所はパークハウス仙台五橋タワーを建設するなど、都心回帰に対応した超高層マンション建設が活発化している。
以前は大型の食品スーパーマーケットがなかったため、仙台朝市などに買出しに行く必要があったが、近隣の新寺通にみやぎ生活協同組合が出店したため、若干利便性が向上した。

## 世帯数と人口
2008年4月、2013年10月、2017年4月1日、2022年1月1日現在 の世帯数と人口は以下の通りである。

### 世帯数
| 丁目       | 2008年4月 | 2013年10月 | 2017年4月 | 2022年1月 |
| ---------- | --------- | ---------- | --------- | --------- |
| 五橋一丁目 | 640世帯   | 906世帯    | 900世帯   | 920世帯   |
| 五橋二丁目 | 1,124世帯 | 1,295世帯  | 1,262世帯 | 1,329世帯 |
| 五橋三丁目 | 376世帯   | 775世帯    | 766世帯   | 773世帯   |
| 計         | 2,140世帯 | 2,976世帯  | 2,928世帯 | 3,022世帯 |

### 人口
| 丁目       | 2008年4月 | 2013年10月 | 2017年4月 | 2022年1月 |
| ---------- | --------- | ---------- | --------- | --------- |
| 五橋一丁目 | 1,248人   | 1,838人    | 1,792人   | 1,790人   |
| 五橋二丁目 | 1,982人   | 2,216人    | 2,174人   | 2,185人   |
| 五橋三丁目 | 803人     | 1,696人    | 1,648人   | 1,639人   |
| 計         | 4,033人   | 5,720人    | 5,614人   | 5,614人   |

## 小・中学校の学区
小・中学校の学区は以下の通りとなる。括弧内は選択可能な学校を示す。
| 町丁       | 字・番地               | 小学校         | 小学校           | 中学校     |
| ---------- | ---------------------- | -------------- | ---------------- | ---------- |
| 五橋一丁目 | 1番地～4番地           | 東二番丁小学校 | なし             | 五橋中学校 |
| 五橋一丁目 | 5番地～7番地           | 荒町小学校     | なし             | 五橋中学校 |
| 五橋二丁目 | 1番地～5番地2号        | 荒町小学校     | なし             | 五橋中学校 |
| 五橋二丁目 | 5番地4号～町名の終わり | 荒町小学校     | なし             | 五橋中学校 |
| 五橋二丁目 | 5番地3号               | 荒町小学校     | （片平丁小学校） | 五橋中学校 |
| 五橋三丁目 | 1番地～4番地           | 荒町小学校     | なし             | 五橋中学校 |
| 五橋三丁目 | 5番地51号～5番地65号   | 荒町小学校     | なし             | 五橋中学校 |
| 五橋三丁目 | 5番地1号～5番地50号    | 連坊小路小学校 | なし             | 五橋中学校 |
| 五橋三丁目 | 5番地66号～6番地       | 連坊小路小学校 | なし             | 五橋中学校 |